# Octavian Iliescu
Octavian Iliescu (* 22. August 1919 in Craiova; † 24. Juni 2009) war ein rumänischer Numismatiker.

## Leben
Octavian Iliescu wurde als ältestes Kind in eine Beamtenfamilie geboren. Er hatte eine Schwester und einen Bruder. Schon mit neun Jahren begann er Münzen zu sammeln. Er besuchte die Schulen in Balș und Craiova, um am Nationalkolleg in Oltenien zu lernen, wo er mit Bestnoten abschloss. 1938 schrieb er sich in der Juristischen Fakultät der Universität Bukarest ein, wo er 1942 sein Studium abschloss. 1940 erschien seine erste Publikation, doch 1942 bis 1944 wurde er in die Armee eingezogen. Nach dem Krieg arbeitete Iliescu als Rechtsanwalt, doch wurde ihm nun durch die Nachkriegsregierung, wie vielen anderen Juristen, die Berufsausübung untersagt. So befasste er sich im Rahmen der Stadtpolitik mit den Seen Bukarests. Im Rahmen dieser Aufgabe des Gesundheitsamtes erhielt er technische Aufgaben.
Iliescu begann, zunächst als externer Mitarbeiter, an der historischen Fakultät der Universität Bukarest mitzuarbeiten, wurde bald zum zweiten Assistenten, dann zum Mitglied des Instituts. Er befasste sich mit vorrömischen und römischen Münzen Rumäniens, dehnte aber seine Kenntnisse rapide auf die Ökonomie und die Politik sowie die Geschichte des Landes aus. 1953 bis 1954 arbeitete er an der Rumänischen Staatsbank, dann, nach deren Auflösung, von 1958 bis 1978 im Numismatischen Kabinett der Bibliothek der Rumänischen Akademie. Dort arbeitete er mit Constantin Moisil zusammen, einem Professor, den Iliescu bereits aus dem Studium kannte. Bis 1982 arbeitete er am Nationalmuseum. Nach 1990 wurde er wieder an seinem vormaligen Institut angestellt, dem Institut für Geschichte „Nicolae Iorga“. 2008 wurde Iliescu Ehrenpräsident der Rumänischen Numismatischen Gesellschaft. Insgesamt veröffentlichte er rund 300 Beiträge.

## Veröffentlichungen (Auswahl)
- Moneda în Romania. 491–1864. Editura Meridiane, Bukarest 1970.
- La Numismatique, source de l'histoire de l'art et de l'histoire des idées. Travaux présentés au XVe Congrès international des sciences historiques, Bucarest, 11 août 1980. Editura Științifică și Enciclopedică, Bukarest 1981.
- Istoria monetei în Romania. (c. 1500 î.e.n. – 2000). Cronologie, bibliografie, glosar (= Colecţia „Biblioteca Băncii Naţionale“. 30). Editura Enciclopedică, Bukarest 2002, ISBN 973-45-0408-8.
- Monetele lui Mircea cel Bătrân. = The Coinage of Mircea the Elder (= Restituiri. 4). Muzeul Brăilei u. a., Brăila 2008, ISBN 978-973-1871-14-1.